# مایکل کالینز (فضانورد)
مایکل کالینز (انگلیسی: Michael Collins؛ ۳۱ اکتبر ۱۹۳۰ – ۲۸ آوریل ۲۰۲۱) یک فضانورد آمریکایی بود.
در سال ۱۹۳۰ در شهر رم در ایتالیا به دنیا آمد. در جوانی جذب نیروی هوایی ایالات متحده آمریکا شد و در سن ۳۸ سالگی برای مأموریت آپولو ۱۱ انتخاب شد و پس از یک سال تمرینات سخت و فشرده به همراه باز آلدرین و نیل آرمسترانگ در ژوئیه ۱۹۶۹ عازم مأموریت تاریخی آپولو ۱۱ شد. پرواز آپولو یازده ۳۰ ساعت بعد به مدار ماه رسید سفینه ماه‌نشین از سفینه مادر جدا شد و آرمسترانگ و آلدرین نخستین انسان‌هایی بودند که بر کره ماه قدم گذاشتند، ولی کولینز در سفینه مادر ماند و به همین دلیل مرد تنها خوانده شد. وی با نیل آرمسترانگ و باز آلدرین، دو فضانورد دیگر آپولو ۱۱، همسن بود. کالینز از آکادمی نظامی ایالات متحده در (کلاس ۱۹۵۲) فارغ‌التحصیل شد. او به نیروی هوایی ایالات متحده پیوست و با هواپیماهای جنگنده اف-۸۶ سابر در پایگاه هوایی چامبلی-بوسیرس فرانسه پرواز کرد. وی در ۱۹۶۰در مدرسه خلبانی پرواز آزمایشی نیروی هوایی ایالات متحده در پایگاه نیروی هوایی ادواردز پذیرفته شد و همچنین از مدرسه خلبانی تحقیقات هوافضا (کلاس III) فارغ‌التحصیل گردید.

## اوایلِ زندگی
مایکل کالینز روز ۳۱ اکتبر ۱۹۳۰ در شهر رم متولد شد. پدرش فرمانده ارتش آمریکا بود و او نیز در سال ۱۹۵۲ از دانشکده افسری فارغ‌التحصیل شد.

## فضانوردی
ناسا در سال ۱۹۶۳ مایکل کالینز را برای عضویت در برنامه‌های فضایی آمریکا که هنوز در مراحل آغازین بود، برگزید. در آغاز دهه ۱۹۶۰، رقابت فضایی بین آمریکا و اتحاد شوروی به عرصه جدید جنگ سرد بدل شده بود و جان اف کندی، رئیس‌جمهوری وقت ایالات متحده، وعده داد که کشورش ظرف ده سال، اولین انسان را به کره ماه بفرستد. نخستین سفر فضایی مایکل کالینز به عنوان خلبان فضاپیمای «جمینای ایکس» در ژوئیه ۱۹۶۶ انجام شد. این ماموریت‌ها بخشی از آمادگی برای اعزام آپولو ۱۱ به کره ماه بود. دومین و آخرین سفر فضایی او مأموریت تاریخی به کره ماه بود. نیل آرمسترانگ و باز آلدرین دو فضانورد دیگر آپولو ۱۱ در ۲۰ ژوئیه ۱۹۶۹ با کپسول فضایی کوچکی روی ماه فرود آمدند و نام‌شان به‌عنوان نخستین انسان‌هایی که بر سطح این سیاره قدم گذاشتند، به ثبت رسید. وظیفه مایکل کالینز این بود که در این لحظه تاریخی، حدود ۲۱ ساعت در کپسول فرماندهی آپولو ۱۱ بماند تا همکارانش بازگردند. به همین دلیل از او به عنوان سومین فضانورد «فراموش‌شده» آن مأموریت تاریخی یاد می‌شود.

## سایر فعالیت‌ها
مایکل کالینز چندین کتاب نیز با محوریت مسائل فضایی نوشته‌است. وی در کتاب زندگینامه خودنوشته خویش که در سال ۱۹۷۴ با عنوان «آتش‌به‌دوش: سفرهای یک فضانورد» منتشر شد، خاطراتش از آن مأموریت تاریخی را بازگو کرده‌است. او معمولاً از صحبت و تبلیغ در این زمینه دوری می‌کرد. کالینز پس از ترک ناسا، مدتی عهده‌دار مناصب دولتی بود و پس از آن مدیریت موزه ملی هوا-فضای آمریکا را تا سال ۱۹۷۸ برعهده داشت. مایکل کالینز در بیانیه‌ای که در سال ۲۰۰۹ از سوی ناسا منتشر شد گفت: 
«اگر بگویم که در مأموریت آپولو ۱۱ من مهم‌ترین نقش را ایفا کردم، دروغ یا حماقت خواهد بود. اما می‌توانم صادقانه بگویم از نقشی که در آن مأموریت ایفا کردم عمیقاً راضی هستم».
 مایکل کالینز معمولاً از حضور در رسانه‌ها پرهیز داشت و از هیاهوی تبلیغاتی در مورد ماموریت‌های فضایی و تبدیل کردن فضانوردان به چهره‌های مشهور (سلبریتی) دوری می‌جست.

## درگذشت
در ۲۸ آوریل ۲۰۲۱، کالینز در ۹۰ سالگی بر اثر ابتلا به سرطان در نیپلز، فلوریدا درگذشت.